# 维维达上校镇
维维达上校镇是巴西巴拉那州的一个市镇。总面积684.417平方公里，总人口21985人，人口密度32.1人/平方公里。